# Aigle
Aigle er en by i det vestlige Schweiz med 10.131(2017) indbyggere. Byen ligger i Kanton Vaud.
Det internationale cykelforbund UCI har sit hovedkvarter i Aigle.